# ヘイザル・ヘルグソン
ヘイザル・ヘルグソン（Heiðar Helguson, 1977年8月22日 - ）は、アイスランド・ダールヴィーク出身の元同国代表選手サッカー選手である。現役時代のポジションはフォワード。ヘルグソンは、母国のUMFSダールヴィークとプロットゥル・レイギャヴィークでキャリアを始めた。ポーランドのシュチャコヴィアンカ・ヤヴォジュノとノルウェーのリールストレームSKにそれぞれ1シーズン過ごした後、1999年にイングランドのワトフォードFCへ150万ポンドの移籍金で加入した。ワトフォードに加入した際にヘルグソンの名前を英国メディアは、イングランドで一般名として知られているハイダー"Heidar"と英語化して伝えた。
ワトフォードへ移籍した最初のシーズンでクラブは降格してしまったが、ヘルグソン本人はゴールを量産した。2005年にフラムFCへ移籍するまで1999-2000, 2002-03, 2004-05シーズンはチーム内得点王だった。ヘルグソンは、2009年にフットボールリーグ・チャンピオンシップのクイーンズ・パーク・レンジャーズFCに移籍する前に、2005年から2007年の間とボルトン・ワンダラーズFCで2009年までプレミアリーグでプレーした。2009-10シーズンに、ワトフォードへのローン移籍から翌年に復帰すると、2010-11シーズンからQPRでレギュラーとしてプレー。リーグ優勝を果たし、1995-96シーズン以来となるプレミアリーグ昇格へ貢献した。再昇格1年目の2011-12シーズンは最終節で何とか残留に漕ぎ着け、ヘルグソン本人はチーム内得点王になった。その後、カーディフ・シティFCへ加入した。
ヘルグソンはU-19, U-21とプレーし得点を決め、1999年にA代表デビューを果たした。2011年に代表引退するまでの間に55試合12得点を記録した。

## 経歴

### 初期
ヘイザル・ヘルグソンは、1977年8月22日にアイスランド北部の町ダールヴィークで生まれた。1985年8歳の時に地元のUMFSダールヴィークでサッカーを始めた。ここの下部組織（U-10, U-12, U-15等）で8年過ごし、まだ13歳ながらリザーブチームでデビューした。1993年15歳になるとトップチームで試合に出場するようになり、翌1994年16歳の時には、11試合に出場5得点を記録した。
プロットゥル・レイギャヴィークでは、3シーズンで54試合31記録するヘルグソンにニューカッスル・ユナイテッドFCやセント・ミレンFC、1.FCカイザースラウテルンなど欧州1部リーグのクラブが関心を集めたにもかかわらず、クラブは1997年に、ポーランド2部のシュチャコヴィアンカ・ヤヴォジュノとあまり知られていないクラブへ売った。ヘルグソンは、最初の12試合で4得点を記録するが、クラブは1997-98シーズンの終わりにエクストラクラサ昇格に失敗したため、ノルウェー1部のリールストレームSKへ売った。

### リールストレーム
ヘルグソンはポーランドで短期間過ごした後に、1998年秋リールストレームへ到着した。不思議なことにヘルグソンは、背番号1を着用して10月に移籍後デビューをした。次のシーズンになると、16ゴールを挙げ活躍し、ノルウェーサッカー界にとって大変なサプライズを提供した（デビューシーズンは2得点しか決められなかったこともあった）。この活躍から"The Helgusonsons"というファンクラブが出来るほど人気選手になった。

### ワトフォード

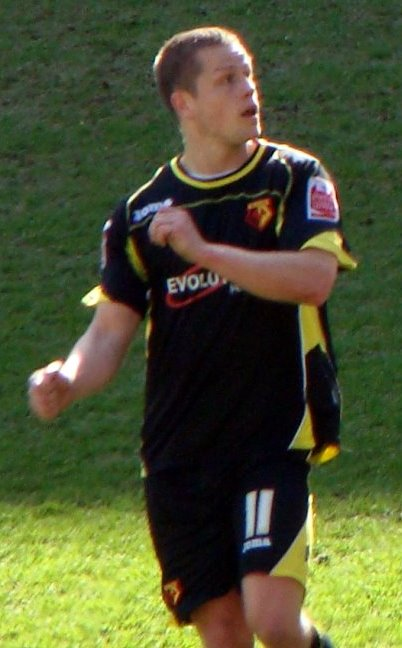
ワトフォードでプレーするヘルグソン

1999-2000シーズン途中に、グレアム・テイラー監督率いるワトフォードFCへクラブレコードとなる移籍金150万ポンドで加入した。FW陣の戦力アップに連れてこられたヘルグソンは、ホームでリヴァプールFC相手にゴールを決めるなど好プレーを見せ順調なデビューを果たした。途中の加入ながら5得点以上を挙げ奮闘したが、チームはプレミアリーグに残留することは出来なかった。
1年で2部へと戻ってきたチームは、最初の15試合で無敗と躍進し、ヘルグソンもそのメンバーの1人として貢献していた。しかし、後半戦になると調子を崩していくと、それに伴いなかなかゴールを決められないヘルグソンへの信頼も下がっていった。シーズンの終わりにテイラー監督が退任すると、新たに就任したジャンルカ・ヴィアリ監督は、ヘルグソンをウィングバックのポジションにチェンジした。
2002-03シーズンに監督がレイ・レウィントンになるとヘルグソンの状態は改善していった。怪我の影響で9月までスタートを切れなかったが、FAカップ準決勝でのゴールを含めチームトップとなる13ゴールを挙げた。2003-04シーズンは、再び怪我に見舞われ前半戦の殆どの欠場を余儀なくされたが、復帰するとFAカップのチェルシーFC戦などで好調なパフォーマンスを見せた。
2004-05シーズンは、ヘルグソンがワトフォードへ移籍して最高のシーズンとなった。あまり怪我することもなく20ゴールを記録すると、シーズンの終わりには、ゴール・オブ・ザ・シーズン, ディスプレイ・オブ・ザ・シーズン, チームのプレイヤー・オブ・ザ・シーズン等様々な賞を受賞した。この活躍からプレミアリーグのクラブから関心をもたれた。チームはお金を必要としていたため、フラムFCからのオファーを受け入れた。

### フラム
2005年6月27日にフラムと契約したが、シーズンの序盤は主にベンチで過ごした。リーグカップのリンカーン・シティFC戦で移籍後初ゴールを決め5-4の勝利に貢献した。ヘルグソンとブライアン・マクブライドの前線のコンビはプレミアリーグの様々な守備陣を混乱に陥れた。ヘルグソンは、チェルシーFC戦（PK）, アストン・ヴィラFC戦（PK）, ウェストハム・ユナイテッドFC戦（左足で先制点）, マンチェスター・ユナイテッドFC戦（ヘディングで先制点）, 6-1で勝利したウェスト・ブロムウィッチ・アルビオンFC戦（2得点）, ボルトン・ワンダラーズFC戦（FKからヘディングで得点）, ミドルズブラFC戦（PK）と様々な試合で得点した。2006-07シーズン開幕時には背番号10から9に変更された。

### ボルトン
フラムがデイヴィッド・ヒーリーとディオマンシ・カマラを獲得したことにより、選択肢の1人としての立場を余儀なくされたヘルグソンは、2007年7月20日にサミー・リー監督が率いるボルトン・ワンダラーズFCへ移籍金非公開・3年契約で加入した。
2007年8月11日のニューカッスル・ユナイテッドFC戦で、負傷したケヴィン・デイヴィスと交代で移籍後初出場を果たした。4日後の古巣フラムFC戦で初ゴールを挙げるも、チームは1-2で敗北した。
2008年1月にニコラ・アネルカがチェルシーFCへ移籍したことによる攻撃力低下が懸念されたチームに、同月の終わりに怪我から復帰したヘルグソンは歓迎された。復帰後第1戦は、古巣フラム戦に残り8分の所で出場、結果は0-0のスコアレスドローだった。4日後のレディングFC戦で復帰後初ゴールを決め2-0で勝利した。
ボルトンは、ヘルグソンをプレシーズンのトレーニングに参加させるため、2008年5月にベルギーで手術を受けさせた。

### QPR

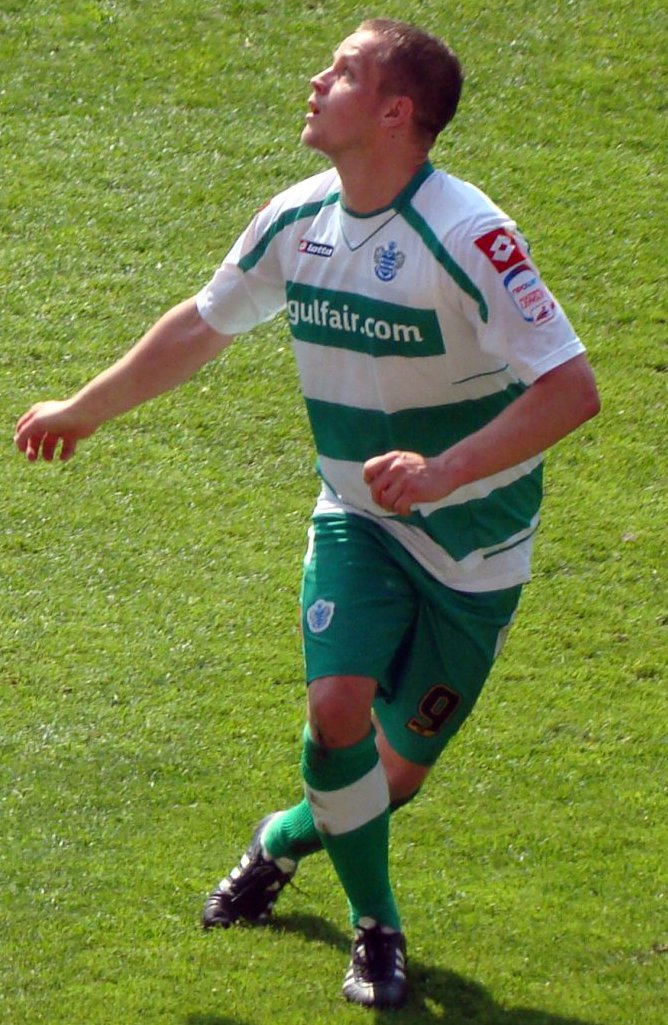
2011年4月、QPRでプレーするヘルグソン

ヘルグソンが、11月20日にクイーンズ・パーク・レンジャーズFCへ2009年1月までの短期レンタルが発表された。しかし、金曜日になるまで加入することが出来なかった。
ウルヴァーハンプトン・ワンダラーズFC戦で移籍後初出場を果たすもゴールは決めることが出来ず、2試合目のシェフィールド・ウェンズデイFC戦でもノーゴールに終わった。プリマス・アーガイルFC戦で初ゴールを決めると、プレストン・ノースエンドFC戦で2ゴール、ブラックプールFC戦で再び2ゴールを挙げ、最初の10試合で5ゴールを記録した。この活躍から1月2日に移籍金非公開でQPRへ完全移籍を果たした。
2009-10シーズンの殆どをレンタル先のワトフォードFCで過ごし、シーズン終了に伴いQPRへ戻った。復帰した2010-11シーズンのヘルグソンは、レギュラーの座を勝ち取り、ロンドンのライバルであるクリスタル・パレスFCをホームのロフタス・ロードで決勝ゴールを決めたのを含め13ゴールを記録。また、チームは同シーズンを優勝した。プレミアリーグへ昇格した2010-11シーズン、ヘルグソンはニール・ウォーノック監督の下でレギュラーとしてプレーし、最大のライバルであるチェルシーFC戦でダヴィド・ルイスに倒されPKを獲得、自らPKを決めると、これが決勝ゴールとなり1-0で勝利。このウェスト・ロンドン・ダービーの勝利は、プレミアリーグ創設後に初勝利した1996年から15年以上も経過していた。その後、アウェーのストーク・シティFC戦では、見事なヘディングゴールと押し込んで決めたゴールで2得点を決め3-2と勝利した。2011年12月3日に、1-1と引き分けたウェスト・ブロムウィッチ・アルビオンFC戦でヘディングゴールを決めると、QPRのクラブ記録となるホームでの最多得点記録に並んだ。鼠径部の負傷により、後半戦の殆どを欠場しなければならなかったものの、全大会で記録した9ゴールはチーム内トップだった。シーズン最終戦でマンチェスター・シティFC相手に2-3と敗北したが、かろうじて降格を回避した。

### ワトフォードに戻る
2009年9月15日に、QPRから3ヶ月のレンタルで2000年から2005年の間にプレーしたワトフォードFCへ加入した。復帰第1戦のレスター・シティFC戦では、チームメイトが負傷したため後半から途中出場をすると、2ゴール1アシストとすぐさまインパクトを残した。レンタル期間中の4試合目、ヴィカレッジ・ロードでのスカンソープ・ユナイテッドFC戦で移籍後通算4ゴール, 5ゴール目を記録した。12月28日にレンタル期間が終了したが、クラブは何とか慰留させるのではないかと憶測を呼んだ。1月11日に、両クラブはレンタル期間をシーズンの終了まで延長したことを発表した。

### カーディフ
2012年8月2日に、移籍金非公開・契約期間1年・背番号22でカーディフ・シティFCへ加入した。ヘルグソンは、プレシーズンマッチのAFCボーンマス戦で移籍後初ゴールを決めると、8月14日のリーグカップのノーサンプトン・タウンFCで2ゴール目を決めた。8月25日のセヴァーンサイド・ダービーで、リーグ戦初ゴールを決めるも2-4で敗北した。12-13シーズンが終了し、契約が切れるとそのままチームを離れた。

## 代表
ヘルグソンは、1999年4月に行われたマルタ代表との親善試合でリカルズル・ダザソンと交代で代表デビューをした。2011年10月までに55試合に出場、12ゴールを記録した。2004年FAサマートーナメントで3ゴールし得点王となった。2006年8月にスペイン代表との親善試合でプレーした後、長期間代表に招集されなかったため、2007年6月にヘルグソンは代表引退を発表した。
2008年8月28日に代表へ復帰することを発表すると、数日後に行われるノルウェー代表とスコットランド代表に向けたメンバーに選ばれた。すると、2010 FIFAワールドカップ・ヨーロッパ予選でノルウェー相手にゴールを決め2-2で引き分けた。
2010年10月12日のUEFA EURO 2012予選でポルトガル代表相手にゴールを決めた。

## 個人成績

### クラブでの出場記録
| クラブ成績   | クラブ成績            | クラブ成績                 | リーグ | リーグ | カップ   | カップ   | リーグ杯 | リーグ杯 | 国際大会   | 国際大会   | 通算 | 通算 |
| シーズン     | クラブ                | リーグ                     | 出場   | 得点   | 出場     | 得点     | 出場     | 得点     | 出場       | 得点       | 出場 | 得点 |
| イングランド | イングランド          | イングランド               | リーグ | リーグ | FAカップ | FAカップ | FLカップ | FLカップ | ヨーロッパ | ヨーロッパ | 通算 | 通算 |
| ------------ | --------------------- | -------------------------- | ------ | ------ | -------- | -------- | -------- | -------- | ---------- | ---------- | ---- | ---- |
| 1999-00      | ワトフォード          | プレミアリーグ             | 16     | 6      | 0        | 0        | 0        | 0        | -          | -          | 16   | 6    |
| 2000-01      | ワトフォード          | ファースト・ディヴィジョン | 33     | 8      | 1        | 0        | 3        | 1        | -          | -          | 37   | 9    |
| 2001-02      | ワトフォード          | ファースト・ディヴィジョン | 34     | 6      | 1        | 0        | 5        | 1        | -          | -          | 40   | 7    |
| 2002–03      | ワトフォード          | ファースト・ディヴィジョン | 30     | 11     | 4        | 2        | 0        | 0        | -          | -          | 34   | 13   |
| 2003–04      | ワトフォード          | ファースト・ディヴィジョン | 22     | 8      | 1        | 1        | 1        | 0        | -          | -          | 14   | 9    |
| 2004–05      | ワトフォード          | チャンピオンシップ         | 39     | 16     | 2        | 1        | 5        | 3        | -          | -          | 46   | 20   |
| 2005-06      | フラム                | プレミアリーグ             | 27     | 8      | 0        | 0        | 2        | 2        | -          | -          | 29   | 10   |
| 2006-07      | フラム                | プレミアリーグ             | 30     | 3      | 3        | 0        | 1        | 1        | -          | -          | 34   | 4    |
| 2007-08      | ボルトン              | プレミアリーグ             | 6      | 2      | 0        | 0        | 0        | 0        | 2          | 0          | 8    | 2    |
| 2008-09      | ボルトン              | プレミアリーグ             | 1      | 0      | 0        | 0        | 1        | 0        | -          | -          | 2    | 0    |
| 2008-09      | QPR (ローン)          | チャンピオンシップ         | 20     | 5      | 1        | 0        | -        | -        | -          | -          | 21   | 5    |
| 2009-10      | QPR                   | チャンピオンシップ         | 5      | 1      | 1        | 0        | 0        | 0        | -          | -          | 5    | 1    |
| 2009-10      | ワトフォード (ローン) | チャンピオンシップ         | 29     | 11     | -        | -        | 0        | 0        | -          | -          | 29   | 11   |
| 2010-11      | QPR                   | チャンピオンシップ         | 34     | 13     | 0        | 0        | 0        | 0        | -          | -          | 29   | 11   |
| 2011-12      | QPR                   | プレミアリーグ             | 16     | 9      | 3        | 0        | 0        | 0        | -          | -          | 19   | 9    |
| 2012-13      | カーディフ            | チャンピオンシップ         | 4      | 1      | 0        | 0        | 1        | 1        | -          | -          | 5    | 2    |
| 総通算       | 総通算                | 総通算                     | 345    | 107    | 17       | 4        | 18       | 9        | 2          | 0          | 383  | 121  |